# Гуте
Гуте (на сръбски: Гуте) е село в Босна и Херцеговина, разположено в община Пале, в ентитета на Република Сръбска. Намира се на 825 метра надморска височина. Населението му според преброяването през 2013 г. е 63 души, от тях: 63 (100 %) сърби.

## Население
Численост на населението според преброяванията през годините:
- 1961 – 132 души
- 1971 – 143 души
- 1981 – 106 души
- 1991 – 120 души
- 2013 – 63 души